# Park Young-seok
Park Young-seok (* 2. November 1963; † seit dem 18. Oktober 2011 an der Annapurna vermisst) war ein südkoreanischer Bergsteiger.
Er wurde bekannt als der erste Mensch, der den Explorers Grand Slam schaffte. Dies bedeutet, dass er alle 14 Achttausender und die Seven Summits bestieg und sowohl Nord- als auch Südpol erreichte. Im Oktober 2011 wollte Park Young-seok die Annapurna in einem Dreier-Team auf einer neuen Route an der Süd-West-Flanke besteigen. Er und seine Begleiter gerieten dabei in einen Schneesturm und eine Lawine und werden seither vermisst.
Park war der achte Bergsteiger überhaupt und der erste seines Heimatlandes, der alle Achttausender bestieg. Er absolvierte die Serie zwischen dem 16. Mai 1993 und dem 22. Juli 2001, also in 8 Jahren, 2 Monaten und 8 Tagen. Im Jahr 1997 gelangen Park die Besteigungen von vier Achttausendern und im Jahr 2000 die Besteigungen an drei Achttausendern.
Den letzten der Seven Summits hatte er am 24. November 2002 erreicht. Dabei bestieg er sowohl die Carstensz-Pyramide als auch den Mount Kosciuszko.
Am 14. Januar 2004 erreichte er den Südpol, am 30. April 2005 den Nordpol.
Damit war er der erste Mensch der diesen Adventure Grand Slam schaffte. Nach ihm gelang dies bislang nur noch dem Chinesen Zhang Liang.

## Tabelle seiner Erfolge
| Datum         | Ziel               | Anmerkung                                         |
| ------------- | ------------------ | ------------------------------------------------- |
| 16. Mai 1993  | Mount Everest      | Besteigung mit Zusatzsauerstoff                   |
| 1994          | Cho Oyu            |                                                   |
| 2. Juni 1994  | Mount McKinley     |                                                   |
| 4. Mai 1996   | Annapurna          |                                                   |
| 17. Feb. 1997 | Kilimanjaro        |                                                   |
| 27. Apr. 1997 | Dhaulagiri         |                                                   |
| 9. Juli 1997  | Gasherbrum I       |                                                   |
| 19. Juli 1997 | Gasherbrum II      |                                                   |
| 27. Sep. 1997 | Cho Oyu            |                                                   |
| 21. Juli 1998 | Nanga Parbat       |                                                   |
| 6. Dez. 1998  | Manaslu            | Besteigung im meteorologischen Winter             |
| 12. Mai 1999  | Kangchendzönga     | Besteigung mit Zusatzsauerstoff                   |
| 15. Mai 2000  | Makalu             | Besteigung mit Zusatzsauerstoff                   |
| 30. Juli 2000 | Broad Peak         |                                                   |
| 2. Okt. 2000  | Shishapangma       |                                                   |
| 29. Apr. 2001 | Lhotse             | Besteigung mit Zusatzsauerstoff                   |
| 22. Juli 2001 | K2                 | Besteigung mit Zusatzsauerstoff                   |
| 21. Nov. 2001 | Mount Kosciuszko   |                                                   |
| 11. Jan. 2002 | Aconcagua          |                                                   |
| 11. Mai 2002  | Carstensz-Pyramide |                                                   |
| 7. Juli 2002  | Elbrus             |                                                   |
| 25. Nov. 2002 | Mount Vinson       |                                                   |
| 14. Jan. 2004 | Südpol             |                                                   |
| 30. Apr. 2005 | Nordpol            |                                                   |
| 11. Mai 2006  | Mount Everest      | Nord-Süd-Überschreitung; mit Zusatzsauerstoff     |
| 20. Mai 2009  | Mount Everest      | Erstbegehung in der SW-Wand; mit Zusatzsauerstoff |